# PhpBB
phpBB е популярен софтуерен пакет за създаване на интернет форуми, написан на програмния език php. phpBB е съкращение на PHP Bulletin Board. Разпространява се като свободен софтуер под лиценз GNU General Public License, и е безплатен и с отворен код . Може да се изтегли от официалния уеб сайт на проекта.
Характеристиките на phpBB включват поддръжка за множество машини за бази данни като PostgreSQL, SQLite, MySQL, Oracle Database и Microsoft SQL Server.
phpBB поддържа йерархични подфоруми, разделяне/сливане на теми, потребителски групи, прикачени файлове за публикация, пълнотекстово търсене и плъгини.